# Ałgu
Ałgu (ur. ? – zm. 1265/1266) – chan ułusu Czagataja, panujący od 1261 aż do śmierci.

## Życiorys
Był synem Bajdara. W roku 1261 Aryk Böge wysłał go z Mongolii na zachód, by jako jego sojusznik objął władzę nad ułusem Czagataja, dotąd rządzonym przez regentkę Organę-katun w imieniu jej małoletniego syna Mubaraka Szaha (1266). Ałgu ustanowił swój dwór w rejonie Kaszgaru i wysłał Negübeja, innego wnuka Czagataja, do Mawarannahru. Siły Ałgu zajęły posiadłości należące do Czagataidów przed panowaniem Möngkego (1251–1259), a także inne terytoria dzierżone przede wszystkim przez Dżoczydów oraz potomków Ugedeja (1229–1241), jak również znajdujące się dotychczas pod zarządem Wielkiego Chana, w tym Bucharę i Samarkandę. Ałgu zmiażdżył miejscowych zwolenników Dżoczydów i zaatakował nawet należące do tych ostatnich Chorezm i Otrar. Próbował także zagarnąć zajmowany przez Mongołów Kara’unas rejon Ghazny. „Jego celem była przemiana niewielkiego zbioru zazębiających się ze sobą czagatajskich apanaży w duże, zwarte terytorialnie dominium. W tym sensie Ałgu jako pierwszy próbował uczynić z dziedziny Czagataidów prawdziwy chanat”.
Dla Aryka Böge Azja Środkowa była ważna przede wszystkim jako źródło zaopatrzenia koniecznego do prowadzenia wojny z Kubiłajem (1260–1294). Kiedy wysłannicy Aryka Böge zaczęli konfiskować dobra na terytoriach opanowanych przez Ałgu, ten zbuntował się przeciwko dotychczasowemu sojusznikowi i w 1262 przeszedł na stronę Kubiłaja, z którym sojusz wydawał się być mniej kosztowny. W tej sytuacji Aryk Böge wyruszył na zachód i jego wódz, syn Möngkego Asudaj, pokonał Ałgu, zajmując jego ordo. Ałgu uciekł do basenu Tarymu, zaś Aryk Böge obozował w rejonie Ałmałyku. Bezlitosne czystki w armii Ałgu przeprowadzone zimą 1263/1264 kosztowały jednak Aryka Böge cenne poparcie – opuścił go m.in. jeden z synów Möngkego, Ürüng-Tasz, który przeszedł na stronę Kubiłaja wraz z pieczęcią swojego ojca. Podczas gdy Ałgu przygotowywał się do zaatakowania Aryka Böge ten w obliczu coraz trudniejszej sytuacji 21 sierpnia 1264 roku poddał się Kubiłajowi.
W sytuacji, gdy Aryk Böge nie był w stanie ostatecznie pokonać Ałgu, Organa-katun zdecydowała się z nim porozumieć i wyszła za niego za mąż. Także dawny namiestnik Wielkiego Chana na terenie Mawarannahru, Masud Beg, uznał władzę Ałgu i zaczął pełnić rolę jego zarządcy w regionie. W nagrodę za jego wsparcie Kubiłaj potwierdził władzę Ałgu nad terytorium rozciągającym się od gór Ałtaj aż po Amu Darię, w którego skład wchodził także dawny ułus potomków Ugedeja. Po upadku Aryka Böge Kubiłaj uczynił z dominium Czagataidów de facto swój protektorat. Jego wysłannik Konggiradaj w 1264 dokonał rewizji spisu ludności dokonywanego dla celów podatkowych. W Azji Środkowej nie zapanował jednak pokój, ponieważ Ałgu nadal walczył z wnukiem Ugedeja, Kajdu (1271–1301). Ałgu zaatakował Kajdu ok. 1263, według Raszid ad-Dina dlatego, że ten popierał Aryka Böge. Prawdopodobnie jednak rzeczywistym powodem agresji Ałgu było jego ciągłe dążenie do konsolidacji dominium Czagataidów. Kajdu miał swój ułus w rejonie Kajaliku, niedaleko centrum posiadłości Ałgu, Ałmałyku. Po upadku Aryka Böge Kajdu zwrócił się o pomoc do Berke (1257–1266), który pamiętając o atakach Ałgu na swoje posiadłości chętnie przysłał mu posiłki. Wzmocniony nimi Kajdu zaatakował Ałgu i pokonał go w pierwszej bitwie, jednak przegrał drugą. Śmierć Ałgu na przełomie 1265 i 1266 roku sprawiła, że zdarzenie to nie miało znaczących konsekwencji.
Synowie Ałgu mieli walczyć z Kajdu o dominację w Azji Środkowej, m.in. w roku 1276 plądrując Bucharę, by ostatecznie przejść na stronę Kubiłaja i w jego służbie strzec korytarza Gansu. Od syna Ałgu, Czübeja, wywodzi się linia władców Hami rządzących w oazie aż do roku 1460, najpierw jako wasale dynastii Yuan, a następnie dynastii Ming.